# تشارلز روبرت هاريسون
تشارلز روبرت هاريسون هو سياسي كندي، ولد في 3 يوليو 1868 في المملكة المتحدة، وتوفي في 7 فبراير 1946. حزبياً، نشط في Unionist Party (Canada) ‏ وحزب أونتاريو المحافظ التقدمي. وقد انتخب عضو برلمان مقاطعة أونتاريو وانتخب عضو مجلس العموم الكندي.